# کریسمس کودکان در ولز

کریسمس کودکان در ولز (انگلیسی: A Child's Christmas in Wales) داستانی کوتاه (نوشته شده در سال‌های ۱۹۵۴ و ۱۹۵۵ میلادی) از دیلن تامس شاعر و نویسنده اهل ولز است که به صورت صوتی نیز ضبط شده‌است.